# Villeneuve-le-Roi
Villeneuve-le-Roi (anhörenⓘ) ist eine französische Gemeinde mit 20.871 Einwohnern (Stand 1. Januar 2022) im Département Val-de-Marne in der Region Île-de-France.
Die Pont de Villeneuve-le-Roi führt die Route départementale D136 über die Seine und verbindet den Ort mit Villeneuve-Saint-Georges am gegenüberliegenden Ufer.
Der Flughafen Paris-Orly liegt teilweise auf dem Gebiet dieser Gemeinde.

## Persönlichkeiten
- Robert Boutigny (1927–2022), Kanute
- Bernard Planque (1932–2016), Basketballspieler
- Michèle Alliot-Marie (* 1946), Politikerin
- Véronique Rosset (* 1952), Leichtathletin

## Städtepartnerschaften
- Stourport-on-Severn, England
- Wraza, Bulgarien